# ビッグ・イースト・カンファレンス
ビッグ・イースト・カンファレンス（Big East Conference, BIG EAST）は、1979年に設立されたアメリカ合衆国東海岸沿いの17大学による競技連盟である。16の正式メンバーと1の準メンバーで構成されていた。ビッグ・イースト・カンファレンスの核は、デポール大学、ジョージタウン大学、マーケット大学、プロビデンス大学、シートン・ホール大学、セント・ジョンズ大学、およびビラノバ大学からなる、元カトリックセブンのメンバーで構成されていた。 
2012年12月に、これらの大学はバスケットボールに集中するために、アメリカンフットボールを行う大学と分裂することを選択し、2013年3月にはビッグ・イースト・カンファレンスの名称、ロゴ、男子バスケットボールトーナメントの権利を取得した。2013年に、旧ビッグ・イースト・カンファレンスはビッグ・イースト・カンファレンスとアメリカン・アスレチック・カンファレンスに分裂した。ビッグ・イースト・カンファレンスは新しいメンバーとして、バトラー大学、クレイトン大学、ゼイビア大学(Xavier University)が参加し、10大学から構成される。

## メンバー

### 現在のオリジナルメンバー
| 学校名               | チーム名             | チームカラー | チームカラー | 所在地                           | 種別 | 設立年 | 基金           | 学生数 |
| -------------------- | -------------------- | ------------ | ------------ | -------------------------------- | ---- | ------ | -------------- | ------ |
| バトラー大学         | ブルドッグス         |              |              | インディアナ州インディアナポリス | 私立 | 1855   | $174,000,000   | 4,848  |
| クレイトン大学       | ブルージェイズ       |              |              | ネブラスカ州オマハ               | 私立 | 1878   | $568,800,000   | 8,236  |
| デポール大学         | ブルーデーモンズ     |              |              | イリノイ州シカゴ                 | 私立 | 1898   | $595,800,000   | 23,799 |
| ジョージタウン大学   | ホーヤーズ           |              |              | ワシントンD.C.                   | 私立 | 1789   | $1,770,000,000 | 17,858 |
| マーケット大学       | ゴールデンイーグルス |              |              | ウィスコンシン州ミルウォーキー   | 私立 | 1881   | $550,000,000   | 11,745 |
| プロビデンス大学     | フライアーズ         |              |              | ロードアイランド州プロビデンス   | 私立 | 1917   | $213,000,000   | 4,533  |
| セント・ジョンズ大学 | レッドストーム       |              |              | ニューヨーク州ニューヨーク       | 私立 | 1870   | $648,000,000   | 20,448 |
| シートン・ホール大学 | パイレーツ           |              |              | ニュージャージー州サウスオレンジ | 私立 | 1856   | $243,000,000   | 9,627  |
| ビラノバ大学         | ワイルドキャッツ     |              |              | ペンシルベニア州ビラノバ         | 私立 | 1842   | $715,000,000   | 10,735 |
| ゼイビア大学         | マスケティアーズ     |              |              | オハイオ州シンシナティ           | 私立 | 1831   | $151,000,000   | 6,538  |

### 2012年分裂時のフルメンバー
| 学校名             | チーム名           | 所在地                                   | 設立年 | 種別 | 学生数 |
| ------------------ | ------------------ | ---------------------------------------- | ------ | ---- | ------ |
| シンシナティ大学   | ベアキャッツ       | オハイオ州シンシナティ                   | 1819   | 公立 | 34,364 |
| コネチカット大学   | ハスキーズ         | コネチカット州ストアーズ                 | 1881   | 公立 | 27,500 |
| ルイビル大学       | カーディナルス     | ケンタッキー州ルイビル                   | 1798   | 公立 | 20,605 |
| ピッツバーグ大学   | パンサーズ         | ペンシルベニア州ピッツバーグ             | 1787   | 公立 | 32,105 |
| ラトガース大学     | スカーレットナイツ | ニュージャージー州ニューブランズウィック | 1766   | 州立 | 34,696 |
| サウスフロリダ大学 | ブルズ             | フロリダ州タンパ                         | 1956   | 公立 | 40,261 |
| シラキュース大学   | オレンジ           | ニューヨーク州シラキュース               | 1870   | 私立 | 18,247 |
| テンプル大学       | オウルズ           | ペンシルバニア州フィラデルフィア         | 1884   | 州立 | 37,697 |

### 2012年分裂時のメンバー（フットボール部を除く）
| 学校名               | チーム名                   | 所在地                                   | 設立年 | 種別 | 学生数 |
| -------------------- | -------------------------- | ---------------------------------------- | ------ | ---- | ------ |
| デュポール大学       | ブルーデーモンズ           | イリノイ州シカゴ                         | 1898   | 私立 | 23,570 |
| ジョージタウン大学   | ホーヤーズ                 | ワシントンD.C.                           | 1789   | 私立 | 17,849 |
| マーケット大学       | ゴールデンイーグルス       | ウィスコンシン州ミルウォーキー           | 1881   | 私立 | 11,510 |
| ノートルダム大学     | ファイティングアイリッシュ | インディアナ州サウスベンド               | 1842   | 私立 | 11,415 |
| プロビデンス大学     | フライアーズ               | ロードアイランド州プロビデンス           | 1917   | 私立 | 3,648  |
| セント・ジョンズ大学 | レッドストーム             | ニューヨーク州ニューヨーク市クイーンズ区 | 1870   | 私立 | 20,187 |
| シートン・ホール大学 | パイレーツ                 | ニュージャージー州サウスオレンジ         | 1856   | 私立 | 9,700  |
| ビラノバ大学         | ワイルドキャット           | ペンシルベニア州ラドノール・タウンシップ | 1842   | 私立 | 9,500  |

### 過去のメンバー
| 学校名                 | チーム名         | 所在地                             | 設立年 | 種別 | 学生数 |
| ---------------------- | ---------------- | ---------------------------------- | ------ | ---- | ------ |
| ウェストバージニア大学 | マウンテニアーズ | ウェストバージニア州モーガンタウン | 1867   | 公立 | 26,051 |

## 競技場
| 校名           | フットボールスタジアム                   | 収容人数 | バスケットボールアリーナ                                                  | 収容人数      |
| -------------- | ---------------------------------------- | -------- | ------------------------------------------------------------------------- | ------------- |
| シンシナティ   | ニッパート・スタジアム                   | 35,000   | フィフス・サード・アリーナ                                                | 13,176        |
| コネチカット   | レンチュラー・フィールド                 | 40,000   | ガンペル・パビリオン ハートフォード・シビック・センター                   | 10,167 16,294 |
| デュポール     | ---                                      | ---      | オールステート・アリーナ（男子） サリバン・アスレチック・センター（女子） | 18,500 3,000  |
| ジョージタウン | マルチ＝スポート・フィールド             | 2,500    | ベライゾン・センター（男子） マクドノー・ジムナシウム                     | 20,600 2,500  |
| ルイビル       | パパ・ジョンズ・カーディナル・スタジアム | 42,000   | KFCヤム・センター                                                         | 22,500        |
| マーケット     | ---                                      | ---      | ブラッドリー・センター（男子） アル・マグワイア・センター（女子）         | 18,717 4,000  |
| ノートルダム   | ノートルダム・スタジアム                 | 80,795   | エドムンド・P・ジョイス・センター                                         | 11,418        |
| ピッツバーグ   | ハインツ・フィールド                     | 65,050   | ピーターセン・イベンツ・センター                                          | 12,508        |
| プロビデンス   | ---                                      | ---      | ダンキンドーナツ・センター（男子） アラムナイ・ホール（女子）             | 12,993 2,603  |
| ラトガース     | ラトガース・スタジアム                   | 41,500   | ルイス・ブラウン・アスレチック・センター                                  | 8,000         |
| セントジョンズ | ---                                      | ---      | マディソン・スクエア・ガーデン（男子） カルヌセッカ・アリーナ（男女）     | 19,522 6,008  |
| シートンホール | ---                                      | ---      | プルーデンシャル・センター（男子） ウォルシュ・ジムナシウム（女子）       | 18,000 2,600  |
| サウスフロリダ | レイモンド・ジェームス・スタジアム       | 66,000   | USFサン・ドーム                                                           | 11,324        |
| シラキュース   | キャリアー・ドーム                       | 50,000   | キャリアー・ドーム                                                        | 33,000        |
| ビラノバ       | ビラノバ・スタジアム                     | 12,500   | ザ・パビリオン ワコビア・センター                                         | 6,500 21,600  |